# Андрей Лулчев
Андрей (Андро) Христов Лулчев е български военен, македоно-одрински опълченец, общественик, народен представител в XXV обикновено народно събрание. 

## Биография

### Произход
Андро Лулчев е роден на 17 март 1896 година в Плевен. Внук е на Андрей Лулчев, български възрожденец от Копривщица, съратник на Васил Левски, един от ръководителите на революционния комитет в Оряхово. Брат е на Любомир Лулчев и племенник на Коста Лулчев.

### Военна кариера
Още като ученик в гимназията в Русе, при избухването на Балканската война тайно от семейството си постъпва като доброволец в Македоно-одринското опълчение. Зачислен е в Девета велешка дружина и взима участие във всички сражения, проявявайки голяма храброст. По време на Първата световна война е във Втори полк на Македонската дивизия. Награден е с орден „За храброст“ III степен. В школата за запасни офицери в Скопие под ръководството на полковник Борис Дрангов става офицерски кандидат и е назначен за взводен командир в картечната рота на Шести полк на Софийската дивизия. Участва в бойните действия в Добруджа и е награден с кръст „За храброст“ II степен. Сражава се и на Южния фронт. В сражението на кота 1248 през май 1917 година е тежко ранен, в гърдите с нож и в главата с два куршума, и пада в плен, но при контратака другарите му го намират и отнасят в болницата за лечение.
През септември 1918 година, когато на фронта се почувства остра нужда от офицери, Андро Лулчев, все още в болница и движещ се с патерици, заминава за фронта. През септември 1918 г. по време на войнишкия бунт убеждава около 4000 разбунтувалите се войници да хвърлят оръжията. Той е един от най-близките сподвижници през тия дни на министър Михаил Такев.

### Общественик
От многобройните си рани остава инвалид. Участва активно в обществения живот.  Не се обвързва с политически партии.
Включва се в изграждането на Съюза на пострадалите от войните, основава офицерското дружество „Инвалид“ и е първият му почетен член. Касиер е на комитета „Пенчо Славейков“. Основател на комитета „Полковник Дрангов“ и негов подпредседател.
Председател на Софийското македоно-одринско опълченско дружество. Избран с абсолютно мнозинство и за председател на Македоно-одринските опълченски дружества в България.
Редактор е на вестник „Ратник на свободата“ и на „Военно слово“.
Написва книгата „Септемврийски дни - 1918 година“. Съставя книгата „Най-нужното за живота”. Автор на статии и разкази.
През 1924 година с бори за каузата за даване на избирателни права на жените в Царство България.

### Народен представител
По настояване на дружествата на инвалидите и опълченците Андро Лулчев се явява като независим кандидат на мажоритарните избори за народни представители в XXV обикновено народно събрание. На 14 януари 1940 година е избран за народен представител с внушително мнозинство във втора никополска избирателна колегия.
Инициатор е за приемането през 1942 година на Закон за пенсиите на пострадалите от войните и на Закон за снабдяване на бездомниците, пострадали от войните.
В писмо до цар Борис III остро протестира срещу произволи на българската администрация в новоприсъединените земи на Македония и Одринска Тракия.
Подписва се под инициираното от Димитър Пешев писмо до министър-председателя Богдан Филов против депортирането на българските евреи.
Помага на сираци и сиропиталища, на бедни, главно пострадали от войните. За тях дава всичките си средства, цялата си заплата. Наричат го баща на инвалидите и пострадалите от войните. Доверието в него е толкова голямо, че Мехмед Абли, помак от Родопите, му пише: „Отивам войник. Оставям на децата си 5 лева. Оставям ги на Вас, Вие ще се грижите за тях“.
Умира след тежко боледуване на 26 юни 1944 година.

### „Народен съд“
Въпреки че е починал, след Деветосептемврийския преврат от 1944 година е обвинен от т. нар. Народен съд „за извършени престъпления, наказуеми по закона за съдене от народния съд“. От изнесените на процеса доказателства и свидетелски показания става ясно, че той не е присъствал в Народното събрание при обявяването на присъединяването на България към Тристранния пакт и обявяването на война на Англия и САЩ, противопоставял се е на измененията в Закона за защита на държавата, подписал е писмото на Димитър Пешев в защита на евреите, помагал е на много евреи инвалиди от войните за решаване на проблемите им, застъпвал се е за десетки арестувани или интернирани комунисти и левичари.
Въпреки това „Народният съд“ (Втори състав) го обявява за виновен, осъжда го да заплати разноските по делото и конфискува в полза на държавата целия имот (малка къщичка), останал в наследство на наследниците.

## Награди
За героизма си е награден с два войнишки ордена за храброст и произведен подпоручик, с офицерски кръст за храброст, с германския „Железен кръст“ и с турски орден за храброст.

## Трудове

### Книги
- Септемврийски дни - 1918 година. Лични спомени (1926, 2020)[17]
- Кабинет Дафер. Да си отидат ли? (1925)[17]
- Упътник за използване минералните бани в България (1940)[17]
- Три речи (1942)[17]

### Статии
- Сто двадесет и пет г. от рождението и 80 г. от смъртта на Борис Дрангов. Съавтори: Валентин Колев, Никола Жеков, Андро Лулчев, Чудомир, Федя Чьорни[17]

### Документи
Ценни документи на Андро Лулчев, свързани с историята на Македония през Втората световна война, се намират в архива на брат му Любомир Лулчев в Централния държавен архив.